# Francesco Borzone

La caccia ai cervi, incisione (1771/72) di Louis Germain da un dipinto di Francesco Maria Borzone

Giovanni Francesco Maria Borzone (Genova, 1625 – Genova, 5 giugno 1679) è stato un pittore italiano, noto anche come Francesco Borzoni, Bourzon, Mario Francesco Borzoni o Francesco Maria Borzoni.

## Biografia
Francesco era figlio ed allievo di Luciano Borzone e fratello di Giovanni Battista e Carlo, tutti pittori.
Alla morte del padre si reca a Roma, ove soggiorna dal 1646 al 1653. Durante il soggiorno romano venne influenzato artisticamente dal Dughet, Nicolas Poussin e da Claudio Lorenese.
Pochi anni dopo lascerà nuovamente la sua città per recarsi in Francia, rivestendo il prestigioso ruolo di pittore di corte presso Luigi XIV.
Tornato in patria, vi morirà nel 1679.

## Opere

### Dipinti
- Marine, Paysage e Bataille navale, dipartimento arti grafiche del Museo del Louvre, Parigi.
- Naufragi in prossimità della costa, olio su tela, 120x172[3]